# 上纳瓦拉

1516年纳瓦拉的划分
独立部分（下纳瓦拉）
卡斯蒂利亚占领的部分（上纳瓦拉）

上纳瓦拉（西班牙語：Alta Navarra）是西班牙东北部的一个历史地区，是历史上納瓦拉王國的南部地区，与下纳瓦拉（今属于法国）相对。上纳瓦拉于1512年被阿拉贡的费尔南多征服，1516年隶属卡斯蒂利亚王室。今天，上纳瓦拉大致相当于西班牙纳瓦拉自治区。